# أولاد الإمام
أولاد الإمام هما أبو زيد عبد الرحمن وأبو موسى ابنا محمد بن عبد الله ابن الإمام وهما الأخوين المعروفين بأولاد الإمام فقهاء من أشهر علماء المالكية بالمغرب الأوسط، نشأ ببركش من إقليم تلمسان، . كان والدهما إمام بركش، مات مقتولاً بأمر من الأمير زيري بن حماد، وبعد وفاته انتقل أبو زيد وأخوه إلى تونس لطلب العلم، فأخذا عن ابن جماعة وابن القطان واليفرني وغيرهم. بعد عودته إلى المغرب الأوسط، استقر مدة بمليانة أين تولى التدريس الفقه أبو موسى عام (700 هـ-1301م) وارتحل أبا زيد عبد الرحمن إلى المغرب الأقصى، ثم عاد إلى تلمسان ليقربه الأمير أبو حمو الأول إليه وبنى له مدرسة عرفت بمدرسة ابن الإمام، فتولى التدريس والإفتاء مع أخيه، وكانت هذه المدرسة داخل باب كشوط.
سافر ابن الإمام إلى المشرق سنة 720هـ- 1320م أين اتصل ببعض العلماء، منهم علاء الدين القونوي والجلال القرويني وتقي الدين بن تيمية. رجع إلى تلمسان بعد هذه الرحلة العلمية المثمرة، ولما استولى الأمير أبو الحسن المريني إلى تلمسان، أصبح من مقربيه إلى غاية وفاته سنة 744هـ- 1343م. وتوفي أخوه سنة 749هـ - 1348م بسبب الطاعون. ألف ابن الإمام كتب عديدة في الفقه المالكي وتتلمذ عنه وعن أخيه عدد من علماء المغرب الأوسط مثل الشريف التلمساني وأبو عثمان العقباني والخطيب ابن مرزوق الجد وغيرهم.

## المصدر
1. ↑  أبو القاسم الحفناوي. تعريف الخلف، تونس: 1982. ابن مريم. البستان، ط2، الجزائر: ش.و.ن.ت. 1986